# Episodi de Il mio amico Ultraman (prima stagione)
| n° | Titolo originale                 | Titolo italiano            | Prima TV USA - Canada | Prima TV Italia |
| -- | -------------------------------- | -------------------------- | --------------------- | --------------- |
| 1  | My secret identity               | Raggi gamma                | 3 ottobre 1988        |                 |
| 2  | A walk on the wild side          | L'abrogatore rubato        | 10 ottobre 1988       |                 |
| 3  | Only trying to help              | Il diario di Andrew        | 17 ottobre 1988       |                 |
| 4  | The track star                   | Il vincitore dei 400 metri | 14 ottobre 1988       |                 |
| 5  | Memories                         | Ricordi                    | 31 ottobre 1988       |                 |
| 6  | You've got a friend              | Un vecchio supereroe       | 7 novembre 1988       |                 |
| 7  | For old time's sake              | L'amico sconosciuto        | 14 novembre 1988      |                 |
| 8  | The lost weekend                 | Un week-end nato male      | 21 novembre 1988      |                 |
| 9  | Forbidden ground                 | Terreno proibito           | 28 novembre 1988      |                 |
| 10 | It only hurts for a little while | Andrew perde i poteri      | 5 dicembre 1988       |                 |
| 11 | Grounded                         | Il castigo                 | 12 dicembre 1988      |                 |
| 12 | The eyes of the shadow           | Gli occhi delle tenebre    | 23 gennaio 1989       |                 |
| 13 | The video connection             | Video connection           | 30 gennaio 1989       |                 |
| 14 | Toxic time bomb                  | Rifiuti tossici            | 6 febbraio 1989       |                 |
| 15 | Two faces have I                 | Metamorfosi                | 13 febbraio 1989      |                 |
| 16 | One on one                       | Uno contro uno             | 20 febbraio 1989      |                 |
| 17 | Stranger in the house            | Un estraneo in casa        | 27 febbraio 1989      |                 |
| 18 | Secret code                      | Il codice segreto          | 6 marzo 1989          |                 |
| 19 | Look before you leap             | Una vicina impossibile     | 24 aprile 1989        |                 |
| 20 | Breaking the ice                 | Momenti di tensione        | 1 maggio 1989         |                 |
| 21 | Give the guy a chance            | L'audizione                | 8 maggio 1989         |                 |
| 22 | When the sun goes down           | Baby sitter volante        | 15 maggio 1989        |                 |
| 23 | Lokin'for trouble                | In cerca di guai           | 22 maggio 1989        |                 |
| 24 | The set up                       | Chi la fa l'aspetti        | 29 maggio 1989        |                 |